# İliç (district)
İliç is een Turks district in de provincie Erzincan en telt 6.075 inwoners (2007). Het district heeft een oppervlakte van 1359,6 km². Hoofdplaats is İliç.
De bevolkingsontwikkeling van het district is weergegeven in onderstaande tabel.
| 1997  | 2000  | 2007  |
| ----- | ----- | ----- |
| 7.078 | 7.691 | 6.075 |